# Сант'Еуфемино (Бреша)
Сант'Еуфемино је насеље у Италији у округу Бреша, региону Ломбардија.
Према процени из 2011. у насељу је живело 23 становника. Насеље се налази на надморској висини од 135 м.